# Ернст Кренек
Ернст Кренек (чеськ. Ernst Křenek; 23 серпня 1900 — 22 грудня 1991) — австро-американський композитор чеського походження.

## Життя і творчість
Народився у Відні. Навчався музиці у Відні і Берліні у Франца Шрекера. 1924 року одружився з Анною Малер, дочкою Густава Малера, через три роки вони розійшлися. Після 1933 року твори Кренека були заборонені в нацистській Німеччині і піддавалися критиці в Австрії. 1938 року композитор виїхав до США, 1945 року став американським громадянином. Викладав в жіночому коледжі Вассар (1939—1942), потім у Гемлінському університеті в Сент-Полі (Міннесота, 1942–1947), очолював у ньому музичне відділення, був деканом Школи красних мистецтв. З 1947 року жив у Каліфорнії.
Як композитор, Кренек починав у пізньоромантичному стилі. З 1921 року захопився атональної музикою, пізніше, під впливом Стравінського і композиторів «Шістки», перейшов до неокласицизму. Потім то повертався до неоромантичної манери, то працював в неокласичному стилі, поєднуючи його з додекафонною (опера «Карл V», 1931—1933). Цікавився джазом (опера «Джонні награє», 1926, прем'єра в 1927 році у Новому німецькому театрі — попереднику Державної опери в Празі), писав електронну музику. Автор ряду теоретичних творів, книг з історії музики, випустив «Автобіографію» (1948).
1966 року Кренек був нагороджений премією Й. С. Баха. 1986 року у Відні засновано премію Ернста Кренека за композиторську майстерність. Товариства Кренека створені в Палм-Спрінгс (1994) та Відні (1997), Інститути Кренека — у Відні (діяв в 1997−2004) і Кремсі (2004).

## Почесні звання
26 вересня 1980 року йому було присвоєно звання «Почесний громадянин Відня».

## Спадщина

### Опери
- Стрибок через тінь (Der Sprung über den Schatten, op. 17, 1923)
- Орфей і Еврідіка (Orpheus und Eurydike, op. 21, 1923, лібрето О. Кокошки)
- Джонні награє (Jonny spielt auf, op. 45, 1925)
- Диктатор (Der Diktator, op. 49, 1926)
- Таємниче королівство (Das geheime Königreich, op. 50, 1926—1927)
- Важковаговик, або Честь нації (Schwergewicht, oder Die Ehre der Nation, op. 55, 1927)
- Життя Ореста (Leben des Orest, op. 60, 1928—1929)
- Очищення навколо святого Стефана (Kehraus um St. Stephan, op. 66, 1930)
- Кефалі і Прокріда (Cefalo e Procri, op.77, 1934)
- Карл V (Karl V, op. 73, 1931—1933)
- Яка ціна довіри? (What price confidence? Op. 111, 1945)
- Тарквіній (Tarquin, op. 90, 1940)
- Яка ціна довіри? (What price confidence? Op.111, 1945)
- Темні води (Dark Waters, op. 125, 1950)
- Афіна Паллада плаче (Pallas Athene weint, op. 144, 1952—1953), перероблена 1955
- Дзвіниця (The Belltower, op. 153, 1955—1956)
- Золоте руно (Der goldene Bock, op. 186, 1962—1963)
- Чарівне дзеркало (Der Zauberspiegel, op.192, 1963—1966)
- Сардакаі, або це йде звідси (Sardokai, oder Das kommt davon, op. 206, 1967—1969)

### Балети
- Мамон (Mammon op. 37, 1925)
- Мінливий Купідон (Der vertauschte Cupido, op. 38, 1925)
- Колонка з восьми рядків (Eight Column Line op. 85, 1939)

### Вокальні твори
- Пори року (Die Jahreszeiten, op. 35, 1925, на вірші Гельдерліна)
- Книга подорожі по австрійських Альпах (Reisebuch aus den österreichischen Alpen, op. 62, 1929)
- Плач Єремії пророка (Lamentatio Jeremiae prophetae, op. 93, 1941—1942)
- Розклад у Санта-Фе (Santa Fe Timetable, op. 102, 1945)
- Сестіна (Sestina, op.161, для сопрано та 8 інструментів 1957)
- Missa duodecim tonorum, op. 165, для змішаного хору і органу (1957—1958)

### Твори для оркестру

#### Симфонії
- Симфонія № 1, op. 7 (1921)
- Симфонія № 2, op. 12 (1922)
- Симфонія № 3, op. 16 (1922)
- Симфонія для духових та ударних, op. 34 (1924—1925)
- Симфонія № 4, op. 113 (1947)
- Симфонія № 5, op. 119 (1949)
- Симфонія «Афіна Паллада» (Pallas Athene, op. 137, 1954)

#### Концерти
- Концерт для фортепіано з оркестром № 1 фа-дієз мажор, op. 18 (1923)
- Концерт для скрипки з оркестром № 1, op. 29 (1924)
- Концерт для фортепіано з оркестром № 2, op. 81 (1937)
- Маленький концерт для фортепіано та органу (або фортепіано) з оркестром, op. 88 (1939 -1940)
- Концерт для фортепіано з оркестром № 3, op. 107 (1946)
- Концерт для фортепіано з оркестром № 4, op. 123 (1950)
- Подвійний концерт для скрипки та фортепіано з оркестром, op. 124 (1950)
- Концерт для арфи з камерним оркестром, op. 126 (1951)
- Концерт для двох фортепіано з оркестром, op. 127 (1951)
- Концерт для віолончелі з оркестром № 1, op. 133 (1952 -1953)
- Концерт для скрипки з оркестром № 2, op. 140 (1953 -1954)
- Капричіо для віолончелі з оркестром, op. 145 (1955)
- Концерт для органа і струнного оркестру, op.230 (1978 -1979)
- Концерт для органу з оркестром, op. 235 (1982)
- Концерт для віолончелі з оркестром № 2, op. 236 (1982)

### Камерні твори

#### Струнні квартети
- Серенада для кларнета, скрипки, альта і віолончелі, op. 4 (1919)
- Струнний квартет № 1, op. 6 (1921)
- Струнний квартет № 2, op. 8 (1921)
- Струнний квартет № 3, op. 20 (1923)
- Струнний квартет № 4, op. 24 (1923 -1924)
- Струнний квартет № 5, op. 65 (1930)
- Струнний квартет № 6, op. 78 (1936)
- Струнний квартет № 7, op. 96 (1943–1944)
- Струнний квартет № 8, op. 233 (1980 -1981)

#### Струнні тріо
- Струнне тріо, op. 118 (1948 -1949)
- Parvula Corona Musicalis, op. 122 (1950)
- Струнне тріо у дванадцяти частинах, op. 237 (1985)

#### Соло
- Сюїта для віолончелі, op. 84 (1939)
- Сюїта для гітари, op. 164 (1957)

#### Сонати
Для фортепіано
- № 1, op. 2 мі бемоль мажор (1919)
- № 2, op. 59 (1928)
- № 3, op. 92, № 4 (1942 -1943)
- № 4, op. 114 (1948)
- № 5, op. 121 (1950)
- № 6, op. 128 (1951)
- № 7, op. 240 (1988)

Для скрипки і фортепіано
- Фа-дієз мінор, op. 3 (1919 -1920)
- Op. 99 (1944 -1945)

Для скрипки
- № 1, op. 33 (1924)
- № 2, op. 115 (1948)

### Електронна музика
- «Священний дух розуміння» (Spiritus Intelligentiae, Sanctus, op. 152, 1955 -1956)
- «Послідовність Сан-Фернандо» (San Fernando Sequence, op. 185, 1963)
- Quintona, op. 190, 1963
- Стрічка і дублікат (Doppelt beflügeltes Band, op. 207, 1969 -1970)
- Duo, op. 209, 1970)
- Orga-Nastro, op. 212, 1971)